# Nürnberger Lebkuchen
La Nürnberger Lebkuchen és un tipus de galeta.
Mundialment coneguda des que l'any 1927 va ser registrada pels forners alemanys oficialment com una galeta els ingredients de la qual estan protegits per les lleis d'aliments alemanyes. Aquest dolç és molt popular a Nuremberg i és similar al pa de Gingebre que es pren per Nadal. Des de l'any 1996 gaudeix de denominació d'origen protegida. Sovint la massa d'aquest dolç va acompanyada d'una oblea, de manera que un cop cuita al forn quedi més cruixent.

## Ingredients i preparació
La Nürnberger Lebkuchen està composta dels següents ingredients:
- Fruits secs (per exemple avellanes, nous i ametlles)
- Taronja i llimona
- Mel, farina, sucre i ous
- Massapà
- Ingredients: Anís, gingebre, cardamom, coriandre, macís (nou moscada), claus, pimentó i canyella